# Cetotèrids
Els cetotèrids (Cetotheriidae) són una família extinta de cetacis misticets que visqueren entre l'Oligocè i el Pliocè. Alguns científics classifiquen la balena franca pigmea (Caperea marginata) en aquest clade, cosa que significaria que no és extint, però molts investigadors no estan d'acord amb aquesta classificació. La taxonomia dels cetotèrids encara està en flux i és possible que algunes espècies acabin sent transferides a altres grups.